# چراگ
چراگ (ارمنی: Ճրագ؛ ترکی آذربایجانی: Çıraq) یک منطقهٔ مسکونی در جمهوری آرتساخ است که در استان شاهومیان واقع شده‌است. چراگ ۱۲ نفر جمعیت دارد